# دوري كرة القدم النرويجي الدرجة الأولى 1990
دوري كرة القدم النرويجي الدرجة الأولى 1990 (بالنرويجية: 2. divisjon fotball for menn 1990)‏ هو الموسم 42 من الدوري النرويجي الدرجة الأولى. أشرف على تنظيمه اتحاد النرويج لكرة القدم، وكان عدد الأندية المشاركة فيه 24، وفاز فيه نادي سوغندال لكرة القدم.